# Squadra peruviana di Fed Cup
La squadra peruviana di Fed Cup rappresenta il Perù nella Fed Cup, ed è posta sotto l'egida della Federación Deportiva Peruana de Tenis.
Essa partecipa alla competizione dal 1982 e il suo miglior risultato sono i sedicesimi di finale raggiunti proprio nella Federation Cup 1982.

## Organico 2011
Aggiornato ai match del gruppo I (2-5 febbraio 2011). Fra parentesi il ranking della giocatrice nei giorni della disputa degli incontri.
- Bianca Botto (WTA #253)
- Patricia Ku Flores (WTA #768)
- Ximena Siles Luna (WTA #)
- Ferny Ángeles Paz (WTA #)

## Ranking ITF
- Il prossimo aggiornamento del ranking è previsto per il mese di febbraio 2012.

| Perù nel Ranking ITF (aggiornata al 7 novembre 2011) |               |         |                          |
| Pos                                                  | Squadra       | Punti   | Gruppo                   |
| 34                                                   | Ungheria      | 1132.50 | Gruppo I - Europa/Africa |
| 35                                                   | Taipei cinese | 1085.00 | Gruppo I - Asia/Oceania  |
| 36                                                   | Israele       | 1075.00 | Gruppo I - Europa/Africa |
| 37                                                   | Perù          | 1024.00 | Gruppo I - Americhe      |
| 38                                                   | Indonesia     | 1011.50 | Gruppo I - Asia/Oceania  |
| 39                                                   | Grecia        | 928.00  | Gruppo I - Europa/Africa |
| 40                                                   | Bulgaria      | 920.00  | Gruppo I - Europa/Africa |